# Archidiocèse de Rhodes
L'archidiocèse de Rhodes (en latin : archidioecesis Rhodiensis) est une église particulière de l'Église catholique en Grèce. Rétabli en 1928, son siège à Rhodes, dans l'île éponyme. Il est vacant depuis 1970.

## Territoire
L'archidiocèse de Rhodes couvre le Dodécanèse, archipel de la mer Égée dont les douze principales îles sont Astypalée, Kalymnos, Karpathos, Kassos, Kastelórizo, Cos, Leros, Nissiros, Patmos, Rhodes, Symi et Tilos.

## Histoire
En 1309, l'île de Rhodes devient le siège de l'Ordre de Saint-Jean de Jérusalem. En 1522, l'île est conquise par les ottomans.
En 1523, Rhodes devient un siège in partibus infidelium.
Par la bulle Memores Nos du 3 mars 1797, le pape Pie VI unit le titre d'évêque de Rhodes à celui d'évêque de Malte.
La préfecture apostolique de Rhodes et des îles adjacentes est érigée le 14 août 1897, par le décret Cum controversia de la Sacrée Congrégation pour la propagation de la foi.
En 1912, lors de la guerre italo-turque, l'île de Rhodes et le reste du Dodécanèse sont occupés par le royaume d'Italie. Après la Première Guerre mondiale, par l'article 15 du traité de Lausanne de 1923, qui met fin à la Guerre d'indépendance turque, la Turquie renonce à ses revendications sur le Dodécanèse.
Par la constitution apostolique Pastoris aeterni du 28 mars 1928, le pape Pie XI rétablit l'archidiocèse de Rhodes.
Par la lettre apostolique Constitutione Apostolica du 30 mars 1930, Pie XI rattache à l'archidiocèse quelques îles adjacentes.

## Cathédrales

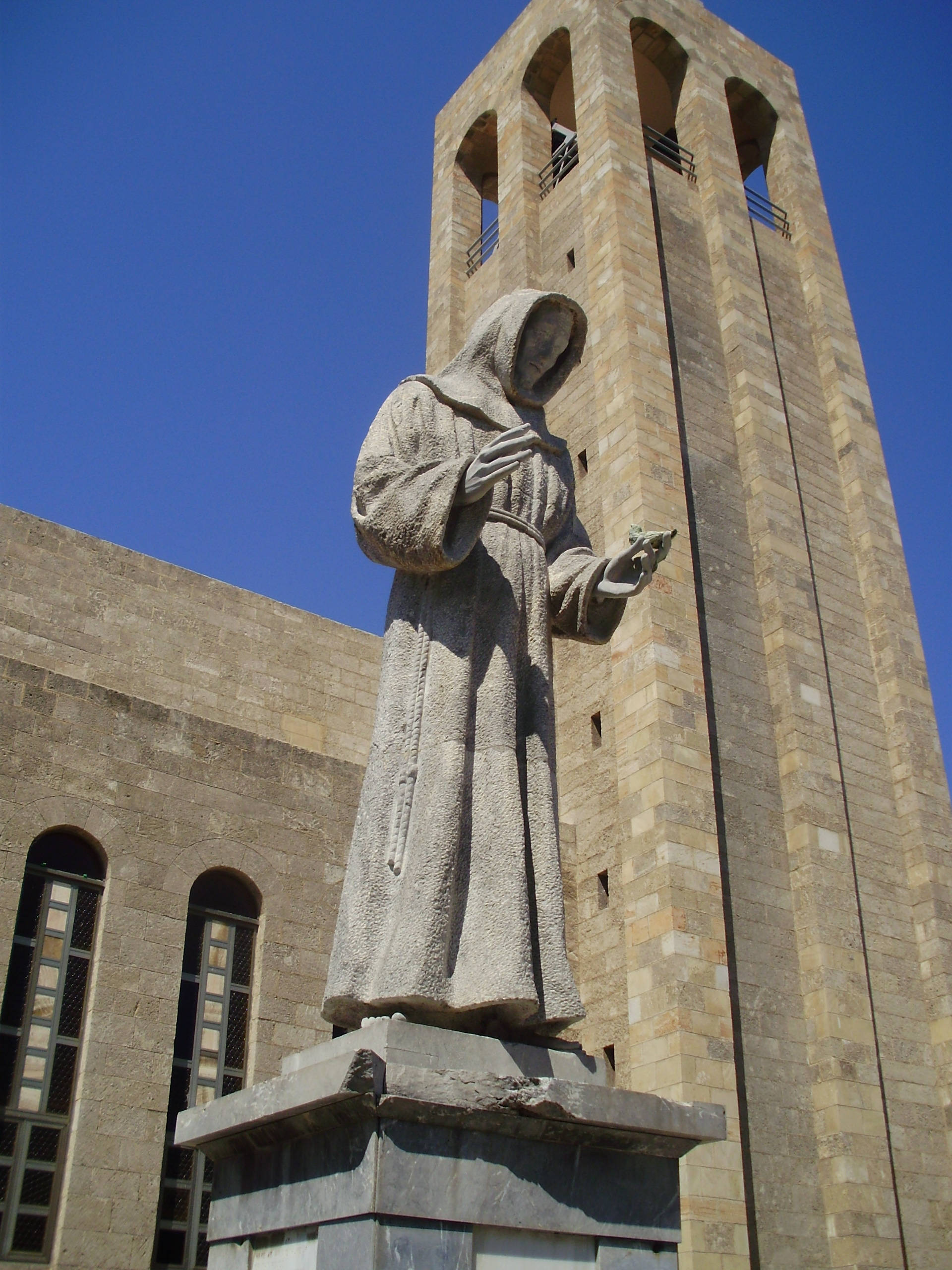
Clocher de la cathédrale Saint-François-d'Assise de Rhodes.

La cathédrale Saint-François d'Assise de Rhodes est l'église cathédrale de l'archidiocèse.
La cathédrale Saint-Jean de Rhodes est l'ancienne cathédrale.

## Ordinaires

### Archevêques titulaires de Rhodes
- 1361-1364 : Raimond Mourins d'Arfeuille
- 1364-    ?   : Faydeau Mourins d'Arfeuille
- 1579-1588 : Ascanio Piccolomini[7]
- 1621-1649 : Alfonso Gonzaga[8]
- 1651-1652 : Karl Kaspar von Leyen-Hohengeroldseck[9]
- 1652-1670 : Francesco Caetani[10]
- 1670-1679 : Lorenzo Gavotti, CR[11]
- 1685 : Franciscus Nicolini[12]
- 1692-1697 : Giorgio Cornaro[13]
- 1697-1706 : Giulio Piazza[14]
- 1707-1731 : Alessandro Aldobrandini[15]
- 1730-1738 : Raniero d'Elci[16]
- 1739-1753 : Carlo Francesco Durini[17]
- 1753-1757 : Nicolò Lercari[18]
- 1763-1778 : Tommaso Maria Ghilini[19]
- 1780-1783 : Giovanni Carmine Pellerano, O.S.Io.Hieros[20]
- 1785-1796 : Antonio Dugnani[21]

#### Évêques de Malte, archevêques titulaires de Rhodes
- 1797-1807 : Vincenzo Labini, O.S.Io.Hieros[22]
- 1847-1857 : Publio Maria Sant[23]
- 1857-1874 : Gaetano Pace-Forno, OSA[24]
- 1875-1888 : Carmelo Scicluna[25]
- 1889-1914 : Pietro Pace[26]
- 1915-1928 : Mauro Caruana, OBS[27]

### Archevêques de Rhodes
- 1928-1929 : vacant
  - 1928-1929 : Florido Ambrogio Acciari, OFM, administrateur apostolique
- 1929-1937 : Giovanni Maria Emilio Castellani, OFM[28]
- 1937-1938 : vacant
  - 1937-1938 : Pier Crisologo Fabi, OFM, administrateur apostolique
- 1938-1970 : Florido Ambrogio Acciari, OFM[29]
- depuis 1970 : vacant
  - 1970-1992 : Mikhaíl-Pétros Franzídis, OFM, administrateur apostolique
  - 1992-2021 : Nikólaos Fóscolos, administrateur apostolique
  - depuis 2021 : Theodoros Kontidis, administrateur apostolique